# Euxoa aequalis
Euxoa aequalis är en fjärilsart som beskrevs av Harvey 1876. Euxoa aequalis ingår i släktet Euxoa och familjen nattflyn. Inga underarter finns listade i Catalogue of Life.